# کوه آبزویشن
کوه آبزویشن (به انگلیسی: Observation Peak) یک کوه در ایالات متحده آمریکا است که در شهرستان فرزنو، کالیفرنیا واقع شده‌است. کوه آبزویشن ۳٬۷۶۷٫۹۸ متر بالاتر از سطح دریا واقع شده‌است.